# Доулю
Доулю (кит. 斗六市, піньїнь: Dǒuliù Shì, акад. Доулю ши) — місто на Тайвані, адміністративний центр повіту Юньлінь. Через місто проходить національна швидкісна автодорога 3.
Площа 93.72 км². Населення 103,425 осіб (2003).

## Клімат
Місто знаходиться у зоні, котра характеризується океанічним кліматом субтропічних нагір'їв. Найтепліший місяць — липень із середньою температурою 28.9 °C (84 °F). Найхолодніший місяць — лютий, із середньою температурою 12.8 °С (55 °F).
| Клімат Доулю            | Клімат Доулю | Клімат Доулю | Клімат Доулю | Клімат Доулю | Клімат Доулю | Клімат Доулю | Клімат Доулю | Клімат Доулю | Клімат Доулю | Клімат Доулю | Клімат Доулю | Клімат Доулю | Клімат Доулю |
| Показник                | Січ.         | Лют.         | Бер.         | Квіт.        | Трав.        | Черв.        | Лип.         | Серп.        | Вер.         | Жовт.        | Лист.        | Груд.        | Рік          |
| Середній максимум, °C   | 17,2         | 16,1         | 17,8         | 22,2         | 25           | 28,9         | 32,2         | 32,2         | 30           | 27,2         | 22,8         | 18,9         | 24,2         |
| Середня температура, °C | 13,3         | 12,8         | 15           | 18,9         | 22,8         | 26,7         | 28,9         | 28,9         | 27,2         | 23,9         | 19,4         | 15,6         | 21,1         |
| Середній мінімум, °C    | 10           | 10           | 12,2         | 16,1         | 20           | 23,9         | 26,1         | 26,1         | 23,9         | 21,1         | 16,1         | 12,2         | 18,1         |
| Норма опадів, мм        | 20           | 70           | 40           | 40           | 50           | 40           | 40           | 70           | 70           | 10           | 40           | 20           | 510          |
| Днів з опадами          | 9            | 12           | 12           | 15           | 14           | 13           | 8            | 9            | 8            | 3            | 4            | 6            | 113          |
| Вологість повітря, %    | 85           | 85           | 90           | 90           | 90           | 90           | 90           | 90           | 90           | 85           | 80           | 85           | 87.5         |
| ----------------------- | ------------ | ------------ | ------------ | ------------ | ------------ | ------------ | ------------ | ------------ | ------------ | ------------ | ------------ | ------------ | ------------ |
| Джерело: Weatherbase    |              |              |              |              |              |              |              |              |              |              |              |              |              |

## Освіта
- Національний університет науки і технології (國立雲林科技大學)
- Світовий інститут технології (環球技術學院)

## Свята
- Помаранчевий фестиваль культури (雲林柳橙文化節)
- Грейпфрутовий карнавал (文旦嘉年華會)
- Міжнародний музичний фестиваль (北港國際音樂文化藝術節), який проводить концерти по всьому повіту, зокрема, у Доулю.

## Спорт
- Бейсбольний стадіон у Доулю.